# Jay Stewart
Jay Stewart Fix (6 de septiembre de 1918 - 17 de septiembre de 1989) fue un locutor de televisión y radio estadounidense, quien se conocía principalmente por su trabajo en programas de concursos. Uno de sus papeles de mayor duración fue como el locutor del programa de concursos Let's Make a Deal, que anunció a lo largo de los años 1960 y 1970. Otros programas que se anunciaron regularmente por Stewart incluyeron producciones de Reg Grundy, tales como Scrabble y Sale of the Century, así como producciones de Jack Barry y Dan Enright, tales como The Joker's Wild, Tic-Tac-Dough, y Bullseye. Stewart se suicidó en 1989.

## Primeros años y formación
Nacido en Summitville (Indiana), Stewart entró en el mundo del espectáculo como un saxofonista. Asistió a Butler University y ganó un premio en 1939 como uno de los graduados destacados de Sigma Chi en los Estados Unidos. Después de su graduación aterrizó trabajos de locución radiofónica para WBOW-AM en Terre Haute, Indiana y WLW en Cincinnati, Ohio. En 1943, Stewart mudó a Los Ángeles, donde continuó su carrera como un locutor de radio. En 1953, Stewart se convirtió en el presentador de la serie de NBC Radio It Pays To Be Married.
Stewart fue uno de los programas de Town Hall Party, un programa de música country basado en Los Ángeles, emitido desde 1952 hasta 1961 y llevado por KFI en la radio y KTTV-TV en la televisión. También fue un locutor de The Mike Douglas Show, cuando su producción se trasladó a Los Ángeles a finales de la década de 1970.
Stewart se casó con Phyllis Kiser y la pareja tuvo dos hijas, Jamie y Julie.

## Hitos de su carrera
Stewart fue más conocido por su trabajo en las primeras dos versiones de Let's Make a Deal, así como la versión en los años 1980 de Sale of the Century. Monty Hall, el presentador de Let's Make a Deal, llamó Stewart como "el mejor segundo plátano que se haya encontrado en su vida" y dijo que "fue una sensación muy, muy bien entre nosotros." En Let's Make a Deal, Stewart participó en la etapa además de anunciar, y a menudo fue visto modelando los premios "Zonk" en la serie (una práctica también usada por el locutor actual, Jonathan Mangum).
Stewart también fue el locutor principal de todos los concursos de Jack Barry y Dan Enright desde 1977 hasta 1981, incluyendo The Joker's Wild, Tic-Tac-Dough, y Bullseye. Charlie O'Donnell asumió el papel en los concursos de Barry y Enright a partir de la temporada 1981-1982, cuando Stewart dejó debido al suicidio de su hija.
En 1981, Stewart fue seleccionado por Mark Goodson para anunciar aproximadamente dos meses de episodios en Card Sharks, reunirlo con Jim Perry, el presentador futuro de Sale of the Century. Fue la sola asignación de Stewart para Mark Goodson Productions, hayan tenido lugar mientras aún tenía trabajo con Barry & Enright. Stewart fue contratado para sustituir al locutor regular Gene Wood, quien estaba recuperando de un serio accidente automovilístico.
Además de sus deberes en las versiones de NBC y sindicación de Sale of the Century en Estados Unidos, Stewart anunció los dos primeros años de Scrabble antes de ser reemplazado por Charlie Tuna en 1986. También hizo un cameo en la final de la serie de The All-New Let's Make a Deal en 1986 junto con Carol Merrill, una modela original de premios en LMaD; la aparición de Stewart, como muchos de su personaje en la pantalla de apariciones en la serie original, fue modelando un premio "Zonk" que un jugador acababa de ganar. Además, entre sus temporadas con Barry & Enright y Reg Grundy Productions, Stewart proporcionó la voz en off para comerciales del National Enquirer, que continuó hacer hasta alrededor de 1986.
Stewart dejó Sale of the Century en 1988. Su posición final fue el anuncio de Blackout poco después de su salida de Sale, donde sustituyó a Johnny Gilbert como el locutor del programa para sus dos últimas semanas.

## Obras posteriores, deterioro, y muerte
A fines de 1981, su hija Jamie Stewart suicidó. Durante este tiempo, se tomó un respiro de año y medio de la locución y encontró la religión, que aparecen en The 700 Club para proclamar su nueva fe, que le llevó a hacer promociones de voz en off para la cadena CBN Cable (actualmente ABC Family), que en ese período fue poseída por el presentador Pat Robertson. Volvió a la arena de concursos en 1983 como el locutor de Sale of the Century, un puesto que ocupó durante cinco años. Stewart también fue copresentado con Jim Perry durante una semana en torno a finales de 1983, cuando el presentador de ese período, Lee Menning, estaba de baja por maternidad y participó en varias "Instant Bargains" ("Ofertas Instantáneas") durante el curso de su mandato en Sale. En 1983, Stewart anunció un piloto de la reposición de Jeopardy! presentada por Alex Trebek, pero el puesto final iba a Johnny Gilbert, quien anunció el piloto adelante y todos los episodios posteriores.
Stewart no pudo superar el dolor de la muerte de su hija y volvió cada vez más al alcohol, que finalmente condujo a su salida de Sale of the Century en enero de 1988. Durante este tiempo, se trasladó en el campo de la gestión; uno de sus clientes fue Harry Stevens, quien anunció la versión sindicada de Finders Keepers y la versión en 1989 de Pictionary.
Stewart suicidó al dispararse a sí mismo en su casa el 17 de septiembre de 1989, como resultado de depresión severa; también había sufrido de dolor crónico e intratable en su espalda durante años, aparentemente debido a levantar objetos pesados frecuentemente durante su carrera en Let's Make a Deal (Stewart debía llevar las tablas de premios cerca y fuera de la pantalla y de la zona del público cada vez que un juego en Let's Make a Deal llamó por ellos; llevó los premios, les anunció, y luego retiró del escenario cuando había terminado).